# Liste der Baudenkmäler in Kochel am See

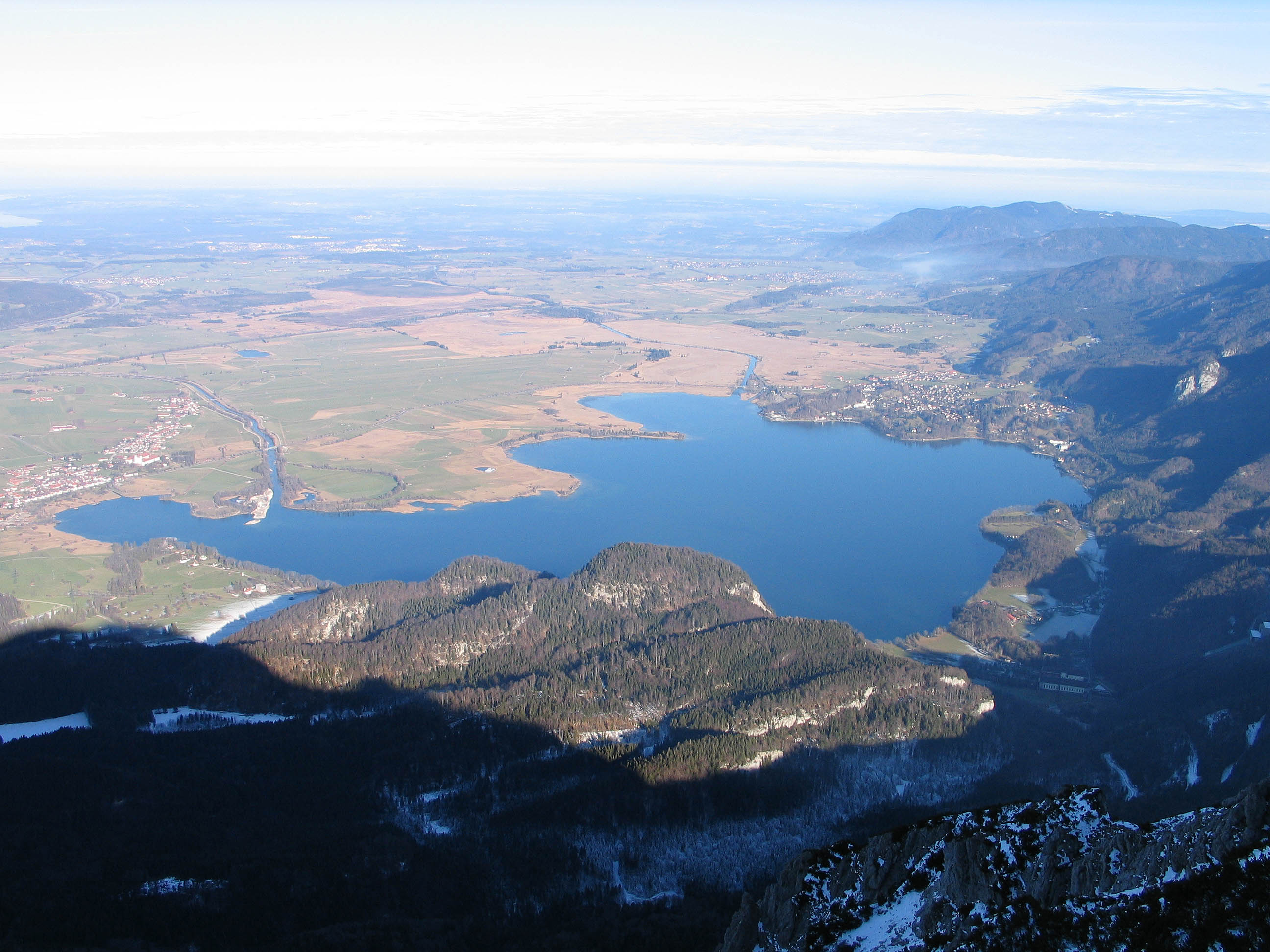
Blick vom Herzogstand auf den Kochelsee

IAuf dieser Seite sind die Baudenkmäler in der oberbayerischen Gemeinde Kochel am See zusammengestellt. Diese Tabelle ist eine Teilliste der Liste der Baudenkmäler in Bayern. Grundlage ist die Bayerische Denkmalliste, die auf Basis des Bayerischen Denkmalschutzgesetzes vom 1. Oktober 1973 erstmals erstellt wurde und seither durch das Bayerische Landesamt für Denkmalpflege geführt wird. Die folgenden Angaben ersetzen nicht die rechtsverbindliche Auskunft der Denkmalschutzbehörde.

## Baudenkmäler nach Ortsteilen

### Kochel
| Lage                                             | Objekt                              | Beschreibung | Akten-Nr.              | Bild               |
| ------------------------------------------------ | ----------------------------------- | --- | ---------------------- | ------------------ |
| Alte Straße 4 (Standort)                         | Forsthaus                           | zweigeschossiger Flachsatteldachbau mit Kniestock, profilierten Pfettenköpfen und Traufbundwerk, 1. Hälfte 19. Jahrhundert | D-1-73-133-1 Wikidata  | Forsthaus          |
| Am Aspensteinbichl 9 (Standort)                  | Aspensteinschlössl                  | zweigeschossiger barocker Walmdachbau mit Altane und halbrundem profaniertem Kapellenanbau, 1694, seit 1948 Georg-von-Vollmar-Akademie. | D-1-73-133-2 Wikidata  | weitere Bilder     |
| An der Leiten 2 (Standort)                       | Evangelisch-Lutherische Pfarrkirche | Saalbau in barockisierenden Jugendstilformen mit eingezogenem Chor und dachreiterartigem Zwiebelturm über dem südlichen Anbau, nach Entwurf von Karl Selzer, 1913/14 | D-1-73-133-3 Wikidata  | weitere Bilder     |
| Bahnhofstraße 1, 3 (Standort)                    | Wohn- und Geschäftshaus             | dreigeschossiger fassadenbemalter Flachsatteldachbau in barockisierenden Heimatstilformen mit östlichem Schopfwalm, steildachübergiebeltem Kastenerker, Erker an der abgeschrägten Hausecke und Balkons, 1904 | D-1-73-133-4 Wikidata  | weitere Bilder     |
| Bahnhofstraße 12 (Standort)                      | Schusterhaus                        | Flachsatteldachbau mit Untergeschoss 16. Jahrhundert, Blockbau-Obergeschoss, umlaufender Laube und verschalter Giebellaube, 2. Hälfte 18. Jahrhundert | D-1-73-133-6 Wikidata  | Schusterhaus       |
| Bahnhofstraße 16 (Standort)                      | Ehemaliges Postamt                  | Hofanlage im reduzierten Heimatstil; Hauptgebäude, zweigeschossiger, verputzter Satteldachbau mit abgeschlepptem Vordach, Hausteinrahmung bzw. Hausteinsturz an den Eingängen sowie Wandgemälde (von Georg Demmel, 1934, überarbeitet 2011); Nebengebäude, eingeschossiger verputzter Bau auf L-förmigem Grundriss mit Pultdach und Außenkamin; verputzte Einfriedung; sämtlich Oberpostdirektion, Franz Holzhammer u.a., 1934. | D-1-73-133-77          | BW                 |
| Bahnhofstraße 19, 23, 25 (Standort)              | Bahnhof                             | Einheitlich gestaltete Baugruppe, 1898; Stationsgebäude, Schopfwalmdachbau mit verbrettertem Obergeschoss über bruchsteinverkleidetem Erdgeschoss, quergerichtetem Flachsatteldach-Nebengebäude mit hölzerner Außentreppe und dazwischen eingespannter erdgeschossiger Schalter- und Wartehalle mit offener Flachsatteldachkonstruktion; Ehemalige Waschküche und Holzlege, erdgeschossiger Satteldachbau mit bruchsteinverkleideten übergiebelten Mittelrisaliten; Güterschuppen, erdgeschossiger Putzbau mit Flachsatteldach und Segmentbogenfenstern | D-1-73-133-60 Wikidata | weitere Bilder     |
| Entenschwaige 2 (Standort)                       | Ehemaliges Handwerkeranwesen        | Wohnhaus, zweigeschossiger Satteldachbau, Obergeschoss gartenseitig mit hölzerner Loggia, um 1900, rückwärtiger eingeschossiger Anbau, durch Baumeister Heinrich Nagele, 1929; östlich Werkstatt, eingeschossiger Fachwerkbau mit Satteldach und verbrettertem Kniestock, gleichzeitig; Nebengebäude, eingeschossiger Satteldachbau mit verbrettertem Kniestock, gleichzeitig | D-1-73-133-85          | BW                 |
| Kalmbachstraße 6 (Standort)                      | Landhaus                            | zweigeschossiger spätklassizistischer Satteldachbau mit Kniestock und Putzgliederung, flacher Mittelrisalit mit Quergiebel, Altane und Schleierbrettern, um 1880, nach Süden firstgedrehter Anbau zur Unterbringung von Sommergästen, zweigeschossiger Satteldachbau, um 1930; Brunnenanlage, Knabenfigur in schmiedeeiserner Einfassung, um 1880; schmiedeeiserne Einfriedung auf Natursteinmauer, um 1920 | D-1-73-133-83          | BW                 |
| Kalmbachstraße 15 (Standort)                     | Kleinhaus                           | zweigeschossiger Flachsatteldachbau mit verbrettertem Giebelfeld, 2. Hälfte 18. Jahrhundert | D-1-73-133-8 Wikidata  | Kleinhaus          |
| Kalmbachstraße 23 (Standort)                     | Landhaus                            | putzgegliederter Satteldachbau in Heimatstilformen mit Fachwerk-Obergeschoss, Querbau, Zwerchgiebel, verschaltem Vordach und Rundturm, um 1900 | D-1-73-133-9 Wikidata  | Landhaus           |
| Kirchenweg 2 (Standort)                          | Bauernhaus                          | Flachsatteldachbau mit Blockbau-Obergeschoss, zweiseitiger Laube und Traufbundwerk, im Kern Mitte 18. Jahrhundert, Dachaufbau später | D-1-73-133-11 Wikidata | Bauernhaus         |
| Kirchenweg 3 (Standort)                          | Bauernhaus                          | zweigeschossiger Flachsatteldachbau mit Kniestock, giebelseitigem Balkon und Traufbundwerk, 1. Drittel 19. Jahrhundert | D-1-73-133-12 Wikidata | Bauernhaus         |
| Kirchenweg 6 (Standort)                          | Ehemals Bauernhaus                  | Flachsatteldachbau mit Blockbau-Obergeschoss, umlaufender Laube und verschaltem Vordach, Kern 18. Jahrhundert | D-1-73-133-13 Wikidata | Ehemals Bauernhaus |
| Mittenwalder Straße 2 (Standort)                 | Bauernhaus                          | zweigeschossiger fassadenbemalter Flachsatteldachbau mit Kniestock, giebelseitigen Balkons und traufseitiger Laube, wohl Ende 19. Jahrhundert | D-1-73-133-14 Wikidata | weitere Bilder     |
| Mittenwalder Straße 29 (Standort)                | Landhaus                            | zweigeschossiger putzgegliederter Satteldachbau mit Zwerchhaus, Balkons und Eckerker, um 1900 | D-1-73-133-15 Wikidata | Landhaus           |
| Mittenwalder Straße 52 (Standort)                | Wohnhaus in Fertigbauweise          | zweigeschossiger, quadratischer Holztafelbau mit Zeltdach (Typ Brigitte VI), reduzierter Historismus, 1926 von Richard Riemerschmid; ursprünglich in der Pullacher Gartenstadt (Ahornallee 10) erstmals aufgebaut | D-1-73-133-84          | BW                 |
| Pfarrer-Hartmann-Weg 5 (Standort)                | Katholische Pfarrkirche St. Michael | barocker Saalbau mit eingezogenem Chor und nördlichem Zwiebelturm, Turmunterbau romanisch, Chor um 1521, Turmoktogon 1670–1672, Langhaus 1688–1690 von Caspar Feichtmayr, 1930 Erweiterung nach Westen; mit Ausstattung (siehe auch: Kanzel). | D-1-73-133-16          | weitere Bilder     |
| Schlehdorfer Straße 1 (Standort)                 | Bauernhaus                          | Flachsatteldachbau mit Blockbau-Obergeschoss, umlaufender Bretterlaube und verschaltem Vordach, 2. Hälfte 17. Jahrhundert | D-1-73-133-17 Wikidata | Bauernhaus         |
| Schlehdorfer Straße 3 (Standort)                 | Ehemals Bauernhaus                  | Flachsatteldachbau mit Massivteilen am Blockbau-Obergeschoss, umlaufender Bretterlaube, verschaltem Vordach und Traufbundwerk, Mitte 18. Jahrhundert | D-1-73-133-18 Wikidata | Ehemals Bauernhaus |
| Schlehdorfer Straße 5 (Standort)                 | Wandbilder                          | zwei barocke Medaillonfresken giebelseitig am Bauernhaus, Ende 18. Jahrhundert | D-1-73-133-19 Wikidata | weitere Bilder     |
| Schmied-von-Kochel-Platz (Standort)              | Schmied-von-Kochel-Denkmal          | bronzene Gussfigur auf Bruchsteinsockel, nach Entwurf von Anton Kaindl, wohl um 1880/90. | D-1-73-133-21 Wikidata | weitere Bilder     |
| Schmied-von-Kochel-Platz 1 (Standort)            | Wohn- und Geschäftshaus             | zweigeschossiger Flachsatteldach mit Kniestock, holzverschalten Giebeln, Flugpfetten und Lauben, in Formen des reduzierten Heimatstils, wohl von Hanns Ostler, bez. 1934. | D-1-73-133-78          | weitere Bilder     |
| Schmied-von-Kochel-Platz 2, 4 (Standort)         | Bauernhaus                          | Flachsatteldachbau mit verbrettertem Obergeschoss und Kniestock, umlaufender Laube, Giebellaube sowie hölzernen Zierdetails, bezeichnet 1902; Getreidekasten, obergeschossiger Blockbau, 16./17. Jahrhundert, Überbau später | D-1-73-133-20 Wikidata | weitere Bilder     |
| Alte Kesselbergstraße (nahe der B 11) (Standort) | Gedenktafel                         | Rotmarmor-Inschriftentafel-Kopie mit Kreuzigungsrelief, bezeichnet mit 1492, zum Bau der alten Passstraße, Original seit 1962 im Bayerischen Nationalmuseum | D-1-73-133-65 Wikidata | BW                 |
| Kesselbergstraße (B 11) (Standort)               | Gedächtnistafel                     | Steintafel in klassizisierender Marmorrahmung, 1893, zum Bau der Kesselbergstraße | D-1-73-133-10 Wikidata | Gedächtnistafel    |

### Altjoch
| Lage                                                                | Objekt              | Beschreibung | Akten-Nr.              | Bild           |
| ------------------------------------------------------------------- | ------------------- | --- | ---------------------- | -------------- |
| Altjoch 13 (Standort)                                               | Kapelle             | Satteldachbau mit dreiseitigem Chorschluss und Glockenstuhl, 1793, in den 1950er Jahren verlängert; mit Ausstattung | D-1-73-133-22 Wikidata | Kapelle        |
| Altjoch 21; 23; Nähe Walchenseekraftwerk; Altjoch 22; 30 (Standort) | Walchenseekraftwerk | Hochdruck-Speicherkraftwerk zur Ausnutzung der Gefällestufe zwischen Walchen- und Kochelsee, auf Initiative und unter Leitung Oskar von Millers, 1919–1924; Kraftwerk, zwei parallel angelegte langgestreckte Walmdachtrakte bestehend aus westlicher parallel zu den Rohren stehender Maschinenhalle, sogenanntes Krafthaus, mit lisenengegliederten Putz- und Fensterflächen, rustizierten Eckeinfassungen und kleinen Annexbauten sowie östlichem rustikagegliederten Transformatoren- und Schalttrakt mit eckrustiziertem turmartigem Zeltdach-Anbau; Wasserschloss am Kesselberg, quaderverkleidete terrassierte Betonkonstruktion bestehend aus dem höheren querliegenden Flachsatteldachbau mit halbrunden Fenstern, Eckrisaliten und Ausgleichsbecken im Inneren sowie dem vorgelagerten niedrigeren Flachdach-Apparatehaus; Rohrbahn, 430 m lange, zum 180 m tiefer gelegenen Kraftwerk führende Trasse mit sechs genieteten Druckrohren; Abspanngerüst, 42 m hohes Eisengerüst, vor dem Schalthaus; Auslauf, betonierter Kanal zum Walchensee; mit technischer Ausstattung (u. a. acht Turbinen-/Generatorensätze, Steuer- und Regeleinrichtungen) | D-1-73-133-23 Wikidata | weitere Bilder |

### Kochler Alm
| Lage                               | Objekt                                     | Beschreibung                                                                                            | Akten-Nr.              | Bild |
| ---------------------------------- | ------------------------------------------ | --- | ---------------------- | ---- |
| Kochler Alm Untergläger (Standort) | Ehemals Hüterhütte der Kochler Jungviehalm | kleiner erdgeschossiger Blockbau mit Legschindeldach und traufseitigem Außenkamin, Ende 18. Jahrhundert | D-1-73-133-64 Wikidata | BW   |

### Ort
| Lage                                                                  | Objekt                                 | Beschreibung | Akten-Nr.              | Bild                                   |
| --------------------------------------------------------------------- | -------------------------------------- | --- | ---------------------- | -------------------------------------- |
| Kapellenweg 1; 4 (Standort)                                           | Ehemals Bauernhaus                     | Flachsatteldachbau mit Blockbau-Obergeschoss, umlaufender Laube und teilverschalter Giebellaube, 1. Hälfte 17. Jahrhundert; Getreidekasten, obergeschossiger Blockbau, bezeichnet mit 1666, Überbau später                                                          | D-1-73-133-30 Wikidata | Ehemals Bauernhaus                     |
| Kapellenweg 2; 2 a; Orterer Straße 20; Nähe Orterer Straße (Standort) | Ehemals Bauernhaus                     | Flachsatteldachbau mit Blockbau-Obergeschoss, umlaufender Laube, teilverschalter Giebellaube und baumkantigen Blockwänden am ausgebauten Wirtschaftsteil, 2. Hälfte 18. Jahrhundert; Getreidekasten, obergeschossiger Blockbau, bezeichnet mit 1669, Überbau später | D-1-73-133-28 Wikidata | Ehemals Bauernhaus                     |
| Kapellenweg 6 (Standort)                                              | Weilerkapelle                          | Satteldachbau mit Zwiebel-Giebelreiter, 2. Hälfte 18. Jahrhundert, um 1840 erneuert; mit Ausstattung | D-1-73-133-25 Wikidata | weitere Bilder                         |
| Orterer Straße 5 (Standort)                                           | Zuhaus                                 | zweigeschossiger teilweise offener Blockbau mit verschaltem Satteldach-Vordach, Bretterlaube, Fresken und Traufbundwerk, 2. Hälfte 18. Jahrhundert | D-1-73-133-26 Wikidata | Zuhaus                                 |
| Orterer Straße 11 (Standort)                                          | Wohnteil eines ehemaligen Bauernhauses | zweigeschossiger Flachsatteldachbau mit Kniestock, Laube und verschalter Giebellaube, 2. Hälfte 18. Jahrhundert | D-1-73-133-27 Wikidata | Wohnteil eines ehemaligen Bauernhauses |
| Orterer Straße 17 (Standort)                                          | Bauernhaus                             | Flachsatteldachbau mit Blockbau-Obergeschoss, umlaufender Bretterlaube, teilverschalter Giebellaube und Traufbundwerk, Mitte 18. Jahrhundert | D-1-73-133-29 Wikidata | Bauernhaus                             |

### Pessenbach
| Lage                     | Objekt                                      | Beschreibung | Akten-Nr.              | Bild                                        |
| ------------------------ | ------------------------------------------- | --- | ---------------------- | ------------------------------------------- |
| In Pessenbach (Standort) | Kapelle                                     | putzgegliederter Satteldachbau mit Dachreiter, bezeichnet mit 1827; mit Ausstattung                                                            | D-1-73-133-31 Wikidata | weitere Bilder                              |
| Pessenbach 2 (Standort)  | Wohnteil eines ehemaligen Kleinbauernhauses | Flachsatteldachbau mit verputztem Blockbau-Obergeschoss, zweiseitiger Laube, verbrettertem Giebel und Kniestock, 2. Hälfte 18. Jahrhundert     | D-1-73-133-32 Wikidata | Wohnteil eines ehemaligen Kleinbauernhauses |
| Pessenbach 4 (Standort)  | Landhaus, sogenanntes Ötzschlössl           | zweigeschossiger putzgegliederter Walmdachbau in neubarocken Formen mit Steherker, Altane und verschindeltem Dachreiter, von August Hock, 1900 | D-1-73-133-33 Wikidata | Landhaus, sogenanntes Ötzschlössl           |

### Pfisterberg
| Lage                        | Objekt         | Beschreibung                                                                 | Akten-Nr.              | Bild           |
| --------------------------- | -------------- | ---------------------------------------------------------------------------- | ---------------------- | -------------- |
| Flur Pfisterberg (Standort) | Kapelle        | Satteldachbau, 1. Hälfte 19. Jahrhundert, modern verlängert; mit Ausstattung | D-1-73-133-34 Wikidata | weitere Bilder |
| Pfisterberg 33 (Standort)   | Getreidekasten | obergeschossiger Blockbau, bezeichnet mit 1610, Überbau später               | D-1-73-133-35 Wikidata | Getreidekasten |

### Raut
| Lage                                                                 | Objekt                                                                           | Beschreibung                                            | Akten-Nr.              | Bild |
| -------------------------------------------------------------------- | -------------------------------------------------------------------------------- | ------------------------------------------------------- | ---------------------- | ---- |
| Joch- und Kesselberg; Fahrenberg Martinskopf; Herzogstand (Standort) | Antennenverankerungen der ehemaligen Längstwellenversuchsanlage der C. Lorenz AG | 1920–1925, später Ionosphärenversuchsstation, 1930–1946 | D-1-73-133-69 Wikidata | BW   |

### Ried
| Lage                                        | Objekt                                      | Beschreibung | Akten-Nr.              | Bild                                        |
| ------------------------------------------- | ------------------------------------------- | --- | ---------------------- | ------------------------------------------- |
| An der Kapelle 1 (Standort)                 | Bauernhaus                                  | zweigeschossiger Flachsatteldachbau mit Blockbauteilen, Lauben und baumkantigen Blockwänden am Wirtschaftsteil, Mitte 18. Jahrhundert;Getreidekasten, zweigeschossiger Blockbau in Flachdachüberbau, 2. Hälfte 17. Jahrhundert, ausgebaut                            | D-1-73-133-36 Wikidata | Bauernhaus                                  |
| An der Kapelle 3 (Standort)                 | Ehemals Bauernhaus                          | zweigeschossiger Flachsatteldachbau mit Massivteilen am Blockbau-Obergeschoss, zweiseitiger Laube und teilverschalter Giebellaube, im Kern 18. Jahrhundert | D-1-73-133-37 Wikidata | Ehemals Bauernhaus                          |
| An der Kapelle 6 (Standort)                 | Katholische Kapelle Heilig Kreuz            | Satteldachbau mit dreiseitigem Chorschluss und Dachreiter, 1840; mit Ausstattung | D-1-73-133-38          | weitere Bilder                              |
| Dorfstraße 7 a (Standort)                   | Getreidekasten                              | obergeschossiger Blockbau, 2. Hälfte 16. Jahrhundert, Überbau später | D-1-73-133-39 Wikidata | Getreidekasten                              |
| Dorfstraße 10 (Standort)                    | Bauernhaus                                  | Flachsatteldachbau mit Blockbau-Obergeschoss, Kniestock, zweiseitig umlaufender Laube und teilverschalter Giebellaube, Kern 17./18. Jahrhundert, Dach später | D-1-73-133-42 Wikidata | Bauernhaus                                  |
| Dorfstraße 13 (Standort)                    | Bauernhaus                                  | zweigeschossiger Flachsatteldachbau mit Kniestock, zweiseitiger Laube und verschalter Giebellaube, 2. Hälfte 18. Jahrhundert; Getreidekasten, obergeschossiger Blockbau, 2. Hälfte 16. Jahrhundert, Überbau später                                                   | D-1-73-133-43 Wikidata | Bauernhaus                                  |
| Dorfstraße 20; Nähe Schmiedgasse (Standort) | Ehemals Bauernhaus                          | Flachsatteldachbau mit verbrettertem Blockbau-Obergeschoss, zweiseitig umlaufender Laube, verschaltem Vordach und Traufbundwerk, 2. Hälfte 18. Jahrhundert; Schmiede, erdgeschossiger Steildachbau mit Giebeltür am verbretterten Vordach, 1. Hälfte 19. Jahrhundert | D-1-73-133-44 Wikidata | Ehemals Bauernhaus                          |
| Dorfstraße 22 (Standort)                    | Bauernhaus                                  | Flachsatteldachbau mit Blockbau-Obergeschoss, seitlich eingerücktem Erdgeschoss, zweiseitiger Bretterlaube und verschaltem Vordach, 1. Hälfte 18. Jahrhundert | D-1-73-133-45 Wikidata | Bauernhaus                                  |
| Dorfstraße 23 (Standort)                    | Wohnteil eines ehemaligen Bauernhauses      | Flachsatteldachbau mit Blockbau-Obergeschoss und zweiseitig umlaufender Laube, 2. Hälfte 17. Jahrhundert, Zierbund modern | D-1-73-133-46 Wikidata | Wohnteil eines ehemaligen Bauernhauses      |
| Dorfstraße 25 (Standort)                    | Ehemals Getreidekasten                      | zweigeschossiger Blockbau, 2. Hälfte 17. Jahrhundert, zu Wohnzwecken ausgebaut | D-1-73-133-48 Wikidata | Ehemals Getreidekasten                      |
| Dorfstraße 26 (Standort)                    | Ehemals Kleinbauernhaus                     | zweigeschossiger Flachsatteldachbau mit umlaufender westseitig verschalter Laube und verschaltem Vordach, Kern 1. Hälfte 18. Jahrhundert | D-1-73-133-49 Wikidata | Ehemals Kleinbauernhaus                     |
| Dorfstraße 27 (Standort)                    | Wohnteil eines ehemaligen Bauernhauses      | Flachsatteldachbau mit zweiseitig umlaufender Laube und verschaltem Vordach, 18./19. Jahrhundert | D-1-73-133-50 Wikidata | Wohnteil eines ehemaligen Bauernhauses      |
| Dorfstraße 28 (Standort)                    | Wohnteil eines ehemaligen Kleinbauernhauses | zweigeschossiger Flachsatteldachbau mit zweiseitig umlaufender Laube und verschaltem Vordach, 18. Jahrhundert | D-1-73-133-51 Wikidata | Wohnteil eines ehemaligen Kleinbauernhauses |
| Dorfstraße 30 (Standort)                    | Getreidekasten                              | zweigeschossiger bemalter Getreidekasten, bezeichnet mit 1733, unter Flachsatteldachbau teilweise ausgebaut | D-1-73-133-52 Wikidata | Getreidekasten                              |
| Nähe An der Kapelle (Standort)              | Getreidekasten                              | obergeschossiger Blockbau, 2. Hälfte 17. Jahrhundert, Flachsatteldach-Überbau alt | D-1-73-133-41 Wikidata | Getreidekasten                              |
| Nähe Dorfstraße (Standort)                  | Stadel                                      | obergeschossig verbretterter Flachsatteldach mit Segmentbogentor, 1. Hälfte 19. Jahrhundert | D-1-73-133-47 Wikidata | BW                                          |

### Urfeld
| Lage                                           | Objekt                             | Beschreibung | Akten-Nr.              | Bild                               |
| ---------------------------------------------- | ---------------------------------- | --- | ---------------------- | ---------------------------------- |
| B 11. ca. 500 m nördlich von Urfeld (Standort) | Denkmal, sogenanntes Goethedenkmal | Goethe-Basaltbüste auf gemauertem Natursteinsockel inmitten bogenförmiger Sitzmauern, von Hans Schwegerle, 1933, zur Erinnerung an Goethes Durchreise (1786) auf dem Weg nach Italien; an der Kesselbergstraße ca. 500 m nördlich von Urfeld | D-1-73-133-61 Wikidata | Denkmal, sogenanntes Goethedenkmal |
| In Urfeld (Standort)                           | Kapelle                            | neugotischer Satteldachbau mit eingezogenem Chor und Dachreiter, 3. Viertel 19. Jahrhundert; mit Ausstattung | D-1-73-133-54 Wikidata | weitere Bilder                     |

### Walchensee
| Lage                    | Objekt                                   | Beschreibung | Akten-Nr.              | Bild           |
| ----------------------- | ---------------------------------------- | --- | ---------------------- | -------------- |
| Ringstraße 9 (Standort) | Katholische Pfarrkirche St. Ulrich       | moderner Kirchsaal mit offenem Dachstuhl, eingemauerten Apsiden und Dachreiter auf dem Krüppelwalm-Steildach, 1958–1960 von Clemens Holzmeister; mit Ausstattung | D-1-73-133-62 Wikidata | weitere Bilder |
| Seestraße 58 (Standort) | Alte katholische Pfarrkirche St. Jakobus | barocker Saalbau mit flach ausgerundeter Altarapsis und Ostturm, 1633 nach Entwurf von Lukas Zais, 1712/14 durch Markus Hainz umgestaltet; mit Ausstattung       | D-1-73-133-55 Wikidata | weitere Bilder |

### Zwergern
| Lage                                        | Objekt                                  | Beschreibung | Akten-Nr.              | Bild               |
| ------------------------------------------- | --------------------------------------- | --- | ---------------------- | ------------------ |
| Zwergern 1; Nähe Klösterl (Standort)        | Ehemals Eremitage, sogenanntes Klösterl | zweigeschossiger großer Steildachbau mit Zwiebel-Dachreiter und barocker Hauskapelle, 1686–1689, Kapelle durch Joseph Hainz 1728 erweitert; mit Ausstattung; Klostermauer, teilweise verputzte Bruchsteinmauer, 17./18. Jahrhundert | D-1-73-133-56 Wikidata | weitere Bilder     |
| Zwergern 2 a (Standort)                     | Bootshaus                               | hölzerner Flachsatteldachbau über Bruchsteinsockel, noch 18. Jahrhundert | D-1-73-133-57 Wikidata | weitere Bilder     |
| Zwergern 3 (Standort)                       | Ehemals Bauernhaus                      | zweigeschossiger breit gelagerter Flachsatteldachbau mit Kniestock, giebelseitigem Balkon und Wandbild, 2. Viertel 19. Jahrhundert                                                                                                  | D-1-73-133-58 Wikidata | Ehemals Bauernhaus |
| Zwergern 5, östlich vom Klösterl (Standort) | Bildstock                               | Flachsatteldachhäuschen mit barocker Geißelchristus-Figur, frühes 18. Jahrhundert; östlich vom Klösterl | D-1-73-133-63 Wikidata | Bildstock          |
| Zwergern 5 (Standort)                       | Katholische Filialkirche St. Margareth  | barockisierter Saalbau mit geradem Chorschluss und westlichem Zwiebelturm, 1344 geweiht, um 1670 barockisiert, 1778 umgebaut; mit Ausstattung (siehe auch: Kanzel); Einfriedung, verputzter Mauerring.                              | D-1-73-133-59 Wikidata | weitere Bilder     |

## Ehemalige Baudenkmäler
In diesem Abschnitt sind Objekte aufgeführt, die früher einmal in der Denkmalliste eingetragen waren, jetzt aber nicht mehr. Objekte, die in anderem Zusammenhang – also z. B. als Teil eines Baudenkmals – weiter eingetragen sind, sollen hier nicht aufgeführt werden. Aktennummern in diesem Abschnitt sind ehemalige, jetzt nicht mehr gültige Aktennummern.

| Lage                                | Objekt                                        | Beschreibung                                                 | Akten-Nr.             | Bild                                          |
| ----------------------------------- | --------------------------------------------- | ------------------------------------------------------------ | --------------------- | --------------------------------------------- |
| Kochel Kalmbachstraße 13 (Standort) | Wirtschaftsteil eines ehemaligen Bauernhauses | Flachsatteldachbau mit Traufbundwerk, Anfang 19. Jahrhundert | D-1-73-133-7 Wikidata | Wirtschaftsteil eines ehemaligen Bauernhauses |
| Ried Färberweg 3 (Standort)         | Blockbau                                      | baumkantige Blockwand mit Fugen, 18. Jahrhundert             |                       | BW                                            |

## Abgegangene Baudenkmäler
In diesem Abschnitt sind Objekte aufgeführt, die früher einmal in der Denkmalliste eingetragen waren, jetzt aber nicht mehr existieren, z. B. weil sie abgebrochen wurden. Aktennummern in diesem Abschnitt sind ehemalige, jetzt nicht mehr gültige Aktennummern.

| Lage                                     | Objekt                                                                     | Beschreibung | Akten-Nr.              | Bild |
| ---------------------------------------- | -------------------------------------------------------------------------- | --- | ---------------------- | ---- |
| Kochel Bahnhofstraße 34, 34 a (Standort) | Ehemaliges Verstärker- und Selbst-Anschluss-Amt und Postbeamtenwohngebäude | dreigeschossiger, verputzter Steildachbau mit Eckrisalit, Bruchsteinrahmungen und Relief (von Fritz Schmoll genannt Eisenwerth), in Formen des geklärten Heimatstils; Garagengebäude, erdgeschossiger Flachsatteldachbau mit hölzernem Kniestock, bruchsteinverkleidetem Außenpfeiler und Doppelflügeltoren; Einfriedung, verputztes Mauerwerk mit Bruchsteinverkleidung; sämtlich Oberpostdirektion München, Franz Holzhammer u. a., 1926/27; 2021 abgebrochen | D-1-73-133-75 Wikidata | BW   |